# Katarzyna Skarżanka
Katarzyna Skarżanka, znana również jako Katarzyna Stępkowska (ur. 14 lipca 1968 w Warszawie) – polska aktorka teatralna i filmowa.

## Życiorys
W 1992 roku uzyskała dyplom aktorski w PWST w Warszawie. W 1997 roku ukończyła Podyplomowe Studium Wymowy Akademii Teatralnej w Warszawie – związana jest zawodowo z uczelnią jako wykładowca oraz dziekan Wydziału Aktorskiego. Aktorka Teatru Polskiego im. A. Szyfmana w Warszawie.
Występowała też w teatrach:
- Teatr im. Ludwika Solskiego w Tarnowie (1992-1994)
- Teatr Nowy w Warszawie

W teatrze występowała także pod nazwiskiem Zbonik.

### Życie prywatne
Jest matką aktorki Hanny Skargi, córką aktorów Ewy Skarżanki i Karola Stępkowskiego oraz wnuczką aktorki Hanny Skarżanki.

## Filmografia
| Rok       | Tytuł                                                              | Rola                                         | Uwagi     |
| --------- | ------------------------------------------------------------------ | -------------------------------------------- | --------- |
| 1979      | Ród Gąsieniców                                                     |                                              | odc. 1    |
| 1996      | Opowieści weekendowe: Niepisane prawa                              | Basia, sekretarka Haliny                     |           |
| 1997–1998 | Złotopolscy                                                        | Alicja, koleżanka Agaty, kuzynka Kowalskiego |           |
| 2000      | Piotrek zgubił dziadka oko, a Jasiek chce dożyć spokojnej starości | Łucja Purwicz, mama chłopców                 |           |
| 2004      | Pensjonat pod Różą                                                 | zakonnica                                    | odc. 8    |
| 2005–2011 | Plebania                                                           | Wanda                                        |           |
| 2005      | Dziki 2: Pojedynek                                                 | cyganka                                      | odc. 9    |
| 2006      | Magda M.                                                           | Nina Rutkowska                               | odc. 32   |
| 2008      | Doręczyciel                                                        | pielęgniarka PCK                             | odc. 8    |
| 2011      | Barwy szczęścia                                                    | Lucyna Witecka                               | odc. 582  |
| 2012      | Na dobre i na złe                                                  | Krystyna, matka Jasia                        | odc. 482  |
| 2015      | Uwikłani                                                           | Irena Jankowska, matka Moniki                | odc. 8    |
| 2016      | Na dobre i na złe                                                  | Mira, siostra Niny                           | odc. 627  |
| 2017      | Pokot                                                              | dyrektorka szkoły                            |           |
| 2017      | Wataha                                                             | pracownica muzeum                            | odc. 9    |
| 2017      | Dzikie róże                                                        | kobieta podwożąca Ewę                        |           |
| 2017      | Amok                                                               | policjantka Halina                           |           |
| 2017      | Diagnoza                                                           | Teresa, opiekunka Marcela i Zosi             | odc. 1, 2 |
| 2018      | Za marzenia                                                        | jubilatka, matka fana                        | odc. 9    |
| 2018      | Ślepnąc od świateł                                                 | matka „Pioruna”                              | odc. 8    |
| 2018      | 1983                                                               | matka Łukasza                                | odc. 1    |
| 2019      | Jak poślubić milionera?                                            | kasjerka w supermarkecie                     |           |
| 2020      | Erotica 2022                                                       | konduktorka                                  |           |
| 2020      | Nieobecni                                                          | matka Kuby Olechnowicza                      |           |

## Dubbing
- 1983–1985: Malusińscy
- 1997: Koty nie tańczą